# Ronnie Platt
Ronnie Platt (Chicago, 24 febbraio 1960) è un cantante statunitense famoso per essere il cantante dei Kansas, dopo aver sostituito lo storico membro Steve Walsh nel 2014.

## Carriera

### Negli Yezda Urfa
Sul finire degli anni ottanta entra nella ricostituita band di rock progressivo Yezda Urfa, e ne farà parte come cantante e organista fino allo scioglimento, aggiungendo al gruppo elementi fusion; già da allora si ispirava artisticamente ad alcuni grandi organisti/cantanti dell'epoca, tra cui Donald Fagen.

### Negli Shooting Star
È stato il vocalist della band Shooting Star dal 2007 al 2011, ma non ha inciso nessun album in studio con questa band.

### Nei Kansas
Entra nella band nel 2014 rimpiazzando Steve Walsh, del quale era grande fan. Con i Kansas incide gli album The Prelude Implicit, e la raccolta Leftoverture Live and Beyond.

## Discografia

### Kansas
- 2016 - The Prelude Implicit
- 2020 - The Absence of Presence

### Solista
- 2008 - You've Got Love

### Shooting Star
- 2007 - Anthology